# 新道格拉斯 (伊利諾伊州)
新道格拉斯（英語：New Douglas）是位於美國伊利諾伊州麥迪遜縣的一個村落。

## 地理
新道格拉斯的座標為38°58′12″N 89°40′03″W / 38.97000°N 89.66750°W，而該地最高點為海拔高度189米（即620英尺）。

## 人口
根據2010年美國人口普查的數據，新道格拉斯的面積為2.76平方千米，當中陸地面積為2.76平方千米，而水域面積為0.00平方千米。當地共有人口319人，而人口密度為每平方千米115人。